# 北辰西路
39°59′36″N 116°23′14″E / 39.9932755°N 116.3871286°E
北辰西路位于北京市朝阳区，是一条城市主干道。

## 简介
北辰西路南起北土城西路与裕民中路相接，北至科荟路与奥林西路相接，双向八车道，道路中间有宽6米的隔离带，机动车道与自行车道、自行车道与人行道之间也设有隔离带。四环至科荟路段长2.79公里，为奥林匹克公园西边界。于2004年6月建成通车。